# Караван (роз'їзд)
Каравáн — проміжний залізничний роз'їзд 5-го класу Південної залізниці на дільниці Мерефа — Красноград між зупинним пунктом Сосонівка (3 км) та зупинним пунктом Станиця (3 км), а також між станціями Кварцовий (7 км) та Власівка (8 км). Відстань до станції Мерефа — 31 км, а до станції Красноград — 45 км.
Розташований у с. Червона Поляна Нововодолазького району Харківської області. Належить до Харківської дирекції залізничних перевезень Південної залізниці.

## Історія
Роз'їзд був відкритий у 1932 році і назва походить від однойменного села Караван, що знаходиться неподалік від нього.
У 1974 році роз'їзд було електрифіковано постійним струмом під час електрифікації лінії Мерефа — Власівка. Разом з тим Караван було обладнано електричною централізацією стрілок та сигналів.
Колектив залізничників роз'їзду Караван складається із 6 осіб. Начальник роз'їзду — Юлія Нечмоглод.

## Колійний розвиток
Роз'їзд Караван має 3 колії: головну, приймально-відправочну та тупикову.
На роз'їзді провадяться роботи з прийому, відправленню, пропуску, схрещенню та обгону пасажирських та вантажних поїздів.

## Пасажирське сполучення
На роз'їзді Караван зупиняються електропоїзди приміського сполучення в напрямку Харкова та Краснограда.